# Ivan Vargić
 (août 2025).
Ivan Vargić, né le 15 mars 1987 à Đakovo en Yougoslavie, est un footballeur international croate, qui évolue au poste de gardien de but à la Lazio Rome.

## Biographie

### Carrière en club
Ivan Vargić est formé dans son pays natal au NK Osijek mais il joue ses premiers matchs professionnels lors de la saison 2006-2007 alors qu'il est prêté au NK Vukovar. Il est de nouveau prêté en 2008 à Honka Espoo en Finlande. Après sept saisons dans son club formateur, il rejoint un autre club croate, le HNK Rijeka où il passe trois saisons. Avec les clubs du NK Osijek et du HNK Rijeka, il dispute 27 matchs en Ligue Europa.
Il signe en faveur de la Lazio Rome pour une somme de 2,7 millions d'euros, lors du dernier jour des transferts du mercato hivernal 2016. Il signe un contrat de quatre ans avec le club romain. Il reste toutefois au HNK Rijeka jusqu'à la fin de la saison 2015-2016, avant de rejoindre l'Italie durant l'été.

### Carrière internationale
Appelé plusieurs fois pour officier en tant que troisième gardien de l'équipe de Croatie, Ivan Vargić compte deux sélections en équipe nationale depuis 2014. 
Il est convoqué pour la première fois en équipe de Croatie par le sélectionneur national Niko Kovač, pour un match amical contre l'Argentine le 12 novembre 2014. Il entre à la 89e minute de la rencontre, à la place de Lovre Kalinić. Le match se solde par une défaite 2-1 des croates.
Le 1er juin 2016, il fait partie de la liste de 23 joueurs sélectionnés pour l'Euro 2016 avec la Croatie.

## Palmarès
Ivan Vargić remporte la Coupe de Croatie en 2014 ainsi que la Supercoupe de Croatie la même année sous les couleurs du HNK Rijeka. 
Il est finaliste de la Coupe d'Italie en 2017 avec la  Lazio Rome.